# 園田隆二
園田 隆二（そのだ りゅうじ、1973年9月16日 - ）は、福岡県大牟田市出身の柔道家。明治大学経営学部卒業。柔道全日本女子代表監督、警視庁警察官（役職は警視庁警務部教養課柔道指導室助教、階級は巡査部長）を務めた。2023年現在はパーク24柔道部の女子監督。

## 経歴

### 20歳で世界王者に
福岡県大牟田市三里町に生まれる。大牟田市立中友小学校1年生の時、道場に通う友人の縁で尚武館道場にて柔道を始めた。
1986年の春に大牟田市立船津中学に進学するが、この中学に柔道部はなかったため、引き続き尚武館で稽古に励む。
日本中学校体育連盟の大会に出るため船津中に形だけの柔道部を作ってもらい、1人で個人戦に出場。中学3年の時に全国大会の軽量級で優勝した。
中学卒業後は柳川高校に進み、柔道部に籍を置く。高校2年次のインターハイで優勝したほか、2年次,3年次と全日本新人体重別選手権（のちの全日本ジュニア選手権）を連覇している。卒業前には初めての海外大会となるハンガリー国際大会も制してシニア初タイトル。
1992年に明治大学経営学部に進学し、同大柔道部に籍を置いた。原吉実監督・秀島大介主将が率いる当時の明大柔道部は、OBの小川直也や吉田秀彦らも顔を出すなど非常にレベルの高い稽古が行われていた。軽量級とはいえインターハイの覇者である園田だったが、入部当初は部で一番弱く、マネージャーにさえ投げ飛ばされた。園田は「自分がやっていけるのか、本当に心配になった」と述懐する。
また寮では先輩の道衣も含め1日に6~10着洗うなど、稽古外でも体育会系特有の試練を味わった。
「稽古に夢中でついていった」と園田はいう。入学して半年後にブエノスアイレスで開催された世界ジュニア選手権で優勝すると、2年生になって直後の講道館杯で3位入賞、全日本選抜体重別選手権優勝と立て続けに好成績を残し、一躍60kg級のトップに躍り出た。
同じく1993年には、秋のハミルトン世界選手権で日本代表として出場する。園田曰く「日本代表の中で最年少だったので気楽だった」との言葉通り、1回戦こそ大外刈を掛けに行ってひっくり返ってしまい技ありを取られたものの、以降は勢いで勝ち上がり、準決勝戦で前年のオリンピック銅メダリストであるドイツのリヒャルト・トラウトマンを、決勝戦では同オリンピック金メダリストであるアゼルバイジャンのナジム・グセイノフを逆転の払腰技ありで破って初出場・初優勝を飾った。弱冠20歳の世界チャンピオンはベテランの越野忠則らに代わり一躍アトランタオリンピックの有力候補となった。11月29日には世界選手権での功績により大牟田市民栄誉賞を受賞。

### 逃した五輪代表
世界選手権翌年の1994年、4月の講道館杯では順当に勝ち上がり優勝したものの、6月の正力杯（のちの全日本学生体重別選手権）では決勝戦で当時まだ無名だった天理大学の野村忠宏に朽木倒で敗れる不覚を取った。秋の広島アジア大会では決勝戦で韓国の金赫に1－2の微妙な判定で敗れて2位に終わった。スランプに陥ったこの頃を園田は「世界選手権で優勝した事で柔道が空回りしてしまった」と表現する。
ディフェンディングチャンピオンとして臨む1995年の世界選手権では、準決勝でロシアのニコライ・オジョギンに肩車の有効で敗れて3位止まり。
1996年、警視庁に入庁。オリンピック代表選考を兼ねた同年4月の全日本選抜体重別選手権には、1歳年下の徳野和彦を警戒して出場するが、決勝戦で当たったのは2年前の学生選手権で苦杯を嘗めさせられた天理大4年の野村だった。試合では右釣り手を取り合って牽制し合い、両者とも決定的なポイントがなく旗判定に持ち込まれた。結局0－3の判定で敗れた園田はオリンピック代表を逃す事となるが、長年の目標を見失った園田は、23歳という若さながらこの時点で引退も考えたという。
また入庁1年目の警視庁でも「五輪に出られないなら辞めろ」と言われるなどしたが、警視庁の先輩で、同じく五輪出場が叶わなかった吉村和郎や持田達人らから励まされ翌97年の世界選手権を目標に現役を続行した。
出場を逃したアトランタ五輪について園田は、雑誌『近代柔道』のインタビューで「（全日本体重別選手権で）自分が負けて出場を逃したのだから悔いはない」「野村の柔道が優っていた」としつつも、「五輪に出場さえできていれば勝てていたという思いもある」と述べている。
1997年にはドイツ国際大会で優勝し、4月の全日本選抜体重別選手権で準優勝。階級を66kg級に上げてからも、講道館杯で97および98年に3位,2000年準優勝、全日本選抜体重別選手権でも98年準優勝,99年3位と一定の活躍はするものの、中村行成や鳥居智男など同年代のライバルが鎬を削る当時の66kg級において、再び世界選手権代表の切符を射止めるには至らなかった。。
2002年の全国警察選手権への出場を最後に引退。

### 指導者として
引退後は警視庁の助教を務める傍ら、母校・明治大学の助監督に就任し、指導者の道を歩む。指導法は練習時間を区切り、感覚ではなく言葉で意味を説明しながら細かくロジカルに指導し、シャトルランなどの科学的トレーニングも取り入れていた。
2004年11月より全日本柔道連盟女子強化コーチとなる。2005年のカイロ世界選手権では78kg級と無差別級を担当し、薪谷翠の金メダル獲得をサポートした。
2008年11月には全日本女子の監督に就任。
2010年1月、同じく柔道家の阿武教子と3月に結婚する事を発表。2011年6月5日には長男が誕生した。
2012年7月に開催されたロンドンオリンピックの際に、「現在の女子代表は歴史の中で一番強い」として過半数の金メダル獲得を目論んでいたが、57kg級で松本薫が金メダルを獲得したものの、合計で過去最低の3個しかメダルをもたらす事ができなかった。とりわけ、国際大会で圧倒的な強さを示して外国勢を大きくリードして、尚且つ、それまでのオリンピックでは常にメダルを獲得してきた48kg級と52kg級の両階級で金メダルはおろか、メダルを獲得させる事さえ出来ずに終わり、「（金メダルの最有力候補だった軽量2階級でメダルさえ逃して）誤算というか大誤算。順調に行けば2日間で（金メダルが）2つ、最低でも1つと思っていた」「全員がメダルで複数が金と思っていた。これが現実でこれが五輪」と大いに嘆く事にもなった。
男子柔道での金メダル無しが話題になったものの、女子の成績に関しては責任問題が持ち上がる事もなく、大会直後から強化委員長の吉村和郎は園田の監督続投に強い支持を表明しており、自身も続投に前向きの姿勢を示していた。結果として、女子代表監督を続ける事になった。

### 選手への暴力問題
2012年末、ロンドン五輪の柔道に出場した日本代表を含む国内女子選手15人が、五輪に向けた強化合宿などで同監督やコーチによる暴力行為やパワーハラスメントがあったと日本オリンピック委員会（JOC）に告発した女子柔道強化選手への暴力問題が持ち上がった。JOCも会見で「（提出された文書には）『死ね』とかそういった言葉が練習の中で出されていたという事が記載されていた」と報告している。全柔連によると、園田監督の暴力について最初に情報が寄せられたのは11年9月。2010年8月～12年2月に計5件、平手で頬を叩いたり、胸を小突いたりしたとの内容で、監督自身も大筋で認めたため、12年11月10日付で厳重注意としていた。後の2013年3月にJOCが出した報告によれば、「叩かれないと動けないなら家畜と一緒だ」「消えろ」「能なし」「ブタ」「ブス」などの暴言を選手に向けたほか、棒やむち状のものを持って選手を威嚇するような行動をとる事があった、とされている。園田は、その後10月下旬のブラジル遠征において、9月に告発した選手に対し「余計な事を言いふらしてるらしいな」などと口頭で厳しく責め立てていた。このため、選手たちは監督への処分が極めて軽いものである一方、高圧的な態度をとり続ける園田監督への不満を募らせ、処分の翌日である11月11日にJOCに告発したとされる 。
これを受け全日本柔道連盟倫理委員会が自身による聞き取り調査をした、その結果としてこの訴えがほぼ事実と確認されたため、同委員会が2013年1月19日に園田監督と元強化コーチに戒告処分を言い渡した上で、全日本柔道連盟はなおも園田監督に続投させる予定であったが、折から大阪市立桜宮高等学校運動部における体罰及び生徒自殺事件が報道され社会問題化していた事もあり、世論の批判が高まった。翌1月31日に園田自身が記者会見を開き、一連の問題の責任を取る形で監督辞任の意向を示した。2月1日には全柔連に提出した進退伺が受理されて、監督を辞任する事になった。3月いっぱいで明治大学柔道部助監督も辞任した。4月26日には所属先の警視庁が園田を戒告処分に付した。刑事事件としての立件は、選手らが望んでいない事もあって見送られた。
10月8日に全柔連は新体制に移行したことに伴い、女子柔道の暴力指導問題で戒告処分を受けていた園田に対して、新たに1年6ヶ月の会員登録停止の処分を下したことを公表した。この期間に全柔連が主催する大会でコーチなどを務めることが禁じられる。しかし、所属先での指導や試合会場への出入りは認められることになった。
一方、全柔連副会長の山下泰裕は園田の監督としての手腕を評価して、「熱血漢で成果を挙げていた。やり方を間違っていたことを大いに反省し、処分が解けたら、ぜひとももう一度現場に復帰して指導してもらいたい。まだまだこれからの人材だ」と語った。
2016年3月には警視庁を退職すると、4月からは大学時代の先輩である吉田秀彦が監督を務めるパーク24のコーチに就任した。この際に、「大変な栄誉とともに大きな重責を感じております。さらに強いチームとするべく、吉田監督とともに尽力してまいります」とコメントした。2017年4月からは所属チームの女子柔道部監督となった。

## 主な戦績
- 1988年　-　全国中学校大会（軽量級）　優勝
- 1990年　-　インターハイ（軽量級）　優勝

以降は60kg級での戦績
- 1990年11月　-　全日本新人体重別選手権大会　優勝
- 1991年11月　-　新人体重別　優勝　※2連覇達成
- 1992年　-　ハンガリー国際　優勝
- 1992年4月　-　講道館杯　3位
- 1992年5月　-　全日本選抜体重別選手権　3位
- 1992年10月　-　世界ジュニア選手権　優勝
- 1992年11月　-　嘉納杯　3位
- 1993年4月　-　講道館杯　3位
- 1993年6月　-　選抜体重別　優勝
- 1993年9月　-　世界選手権　優勝
- 1994年4月　-　講道館杯　優勝
- 1994年6月　-　選抜体重別　3位
- 1994年6月　-　正力杯 2位
- 1994年10月　-　アジア大会　2位
- 1994年11月　-　嘉納杯　優勝
- 1995年　-　フランス国際大会　3位
- 1995年5月　-　選抜体重別　優勝　※2度目の優勝
- 1995年9月　-　世界選手権　3位
- 1995年12月　-　講道館杯　2位
- 1996年4月　-　選抜体重別　2位
- 1996年5月　-　全国警察選手権（65kg級）　優勝
- 1996年11月　-　嘉納杯　3位
- 1996年12月　-　講道館杯　3位
- 1997年　-　ドイツ国際大会　優勝
- 1997年4月　-　選抜体重別　3位
- 1997年11月　-　アジア選手権（65kg級）　3位

以降は66kg級での戦績
- 1997年12月　-　講道館杯　3位
- 1998年4月　-　選抜体重別　2位
- 1998年5月　-　全国警察選手権　優勝
- 1998年11月　-　講道館杯　3位
- 1999年4月　-　選抜体重別　3位
- 1999年5月　-　全国警察選手権　優勝　※2年連続3回目の優勝
- 2000年11月　-　講道館杯　2位
- 2001年4月　-　選抜体重別　3位

(出典、JudoInside.com)。

## 学歴
- 1986年3月 大牟田市立中友小学校卒業
- 1989年3月 大牟田市立船津中学校卒業
- 1992年3月 柳川高等学校卒業
- 1996年3月 明治大学経営学部卒業